# Кубок світу з біатлону 2013—2014, індивідуальна гонка, чоловіки
Змагання в заліку індивідуальних гонок в програмі кубку світу з біатлону 2013–2014 серед чоловіків розпочалися 28 листопада 2013 року на першому етапі у шведському Естерсунді й завершилися 11 січня 2014 на п'ятому етапі у німецькому Рупольдінгу. Загалом в рамках сезону 2013–2014 років було заплановано проведення трьох індивідуальних гонок, однак індивідуальна гонка, яка проходитиме в рамках Олімпійських ігор не буде зарахована до заліку Кубка світу. Свій титул володаря малого кришталевого глобуса 2012–2013 захищав француз Мартен Фуркад. За підсумками сезону малий кришталевий глобус здобув норвежець Еміль Хегле Свендсен.

## Формат
Індивідуальна гонка проводиться на дистанції 20 км. Біатлоністи, котрі стартують з інтервалом у 30 секунд, повинні подолати чотири вогневі рубежі, на кожному, з яких слід розбити по 5 мішеней. Перша і третя стрільби проводяться лежачи, друга й четверта — стоячи. За кожну нерозбиту мішень до загального часу біатлоніста додається 1 хвилина.

## Призери сезону 2012—13
| Медаль  | Біатлоніст        | Очки |
| ------- | ----------------- | ---- |
| Gold:   | Мартен Фуркад     | 180  |
| Silver: | Андреас Бірнбахер | 104  |
| Bronze: | Тім Берк          | 102  |

## Нарахування очок
| Місце | 1  | 2  | 3  | 4  | 5  | 6  | 7  | 8  | 9  | 10 | 11 | 12 | 13 | 14 | 15 | 16 | 17 | 18 | 19 | 20 | 21 | 22 | 23 | 24 | 25 | 26 | 27 | 28 | 29 | 30 | 31 | 32 | 33 | 34 | 35 | 36 | 37 | 38 | 39 | 40 |
| ----- | -- | -- | -- | -- | -- | -- | -- | -- | -- | -- | -- | -- | -- | -- | -- | -- | -- | -- | -- | -- | -- | -- | -- | -- | -- | -- | -- | -- | -- | -- | -- | -- | -- | -- | -- | -- | -- | -- | -- | -- |
| Очки  | 60 | 54 | 48 | 43 | 40 | 38 | 36 | 34 | 32 | 31 | 30 | 29 | 28 | 27 | 26 | 25 | 24 | 23 | 22 | 21 | 20 | 19 | 18 | 17 | 16 | 15 | 14 | 13 | 12 | 11 | 10 | 9  | 8  | 7  | 6  | 5  | 4  | 3  | 2  | 1  |

## Призери етапів
| Етап                                                                | Золото                        | Час               | Срібло               | Час               | Бронза                  | Час               |
| ------------------------------------------------------------------- | ----------------------------- | ----------------- | -------------------- | ----------------- | ----------------------- | ----------------- |
| Естерсунд Протокол [Архівовано 17 березня 2016 у Wayback Machine.]  | Мартен Фуркад Франція         | 50:10.9 (0+0+0+0) | Сімон Едер Австрія   | 52:17.0 (0+0+0+1) | Даніель Мезотіч Австрія | 52:31.1 (1+0+0+0) |
| Рупольдинг Протокол [Архівовано 15 вересня 2015 у Wayback Machine.] | Еміль Хегле Свендсен Норвегія | 48:58.5 (1+0+0+0) | Олексій Волков Росія | 49:13.3 (0+0+0+0) | Євген Устюгов Росія     | 49:15.0 (0+1+0+0) |

## Таблиця
| #  | Біатлоніст                     | ЕСТ | РУП | Разом |
| -- | ------------------------------ | --- | --- | ----- |
|    | Еміль Хегле Свендсен (NOR)     | 23  | 60  | 83    |
| 2  | Сімон Едер (AUT)               | 54  | 25  | 79    |
| 3  | Євген Устюгов (RUS)            | 28  | 48  | 76    |
| 4  | Олексій Волков (RUS)           | 21  | 54  | 75    |
| 5  | Крістіан Де Лоренці (ITA)      | 34  | 29  | 63    |
| 6  | Сімон Фуркад (FRA)             | 29  | 36  | 65    |
| 7  | Мартен Фуркад (FRA)            | 60  | —   | 60    |
| 8  | Даніель Бем (GER)              | 40  | 19  | 59    |
| 9  | Сергій Семенов (UKR)           | 30  | 27  | 57    |
| 10 | Домінік Ландертінгер (AUT)     | 17  | 40  | 57    |
| 11 | Ондрей Моравець (CZE)          | 36  | 12  | 48    |
| 12 | Даніель Мезотіч (AUT)          | 48  | —   | 48    |
| 13 | Йоганнес Бо (NOR)              | 14  | 34  | 48    |
| 14 | Олександр Логінов (RUS)        | 26  | 20  | 46    |
| 15 | Тобіас Арвідсон (SWE)          | 19  | 24  | 43    |
| 16 | Яков Фак (CAN)                 | —   | 43  | 43    |
| 17 | Жан-Філіпп Леґеллек (CAN)      | 43  | —   | 43    |
| 18 | Алексі Беф (FRA)               | 12  | 28  | 40    |
| 19 | Лукас Гофер (ITA)              | 38  | —   | 38    |
| 20 | Ловелл Бейлі (USA)             | 22  | 16  | 38    |
| 21 | Дмитро Малишко (RUS)           | —   | 38  | 38    |
| 22 | Сімон Детьє (FRA)              | 20  | 18  | 38    |
| 23 | Євген Абраменко (BLR)          | 18  | 15  | 33    |
| 24 | Ерік Лессер (GER)              | 31  | 2   | 33    |
| 25 | Клемен Бауер (SLO)             | 32  | —   | 32    |
| 26 | Сімон Шемпп (GER)              | —   | 32  | 32    |
| 27 | Ярослав Соукуп (CZE)           | —   | 31  | 31    |
| 28 | Євген Гаранічев (RUS)          | —   | 30  | 30    |
| 29 | Фредрік Ліндстрем (SWE)        | 7   | 22  | 29    |
| 30 | Б'єрн Феррі (SWE)              | 2   | 26  | 28    |
| 31 | Фрідріх Пінтер (AUT)           | 27  | —   | 27    |
| 32 | Натан Сміт (CAN)               | 25  | 1   | 26    |
| 33 | Ветле Шостад Крістіансен (NOR) | 24  | —   | 24    |
| 34 | Андрейс Расторгуєвс (LAT)      | —   | 23  | 23    |
| 35 | Антон Шипулін (RUS)            | —   | 21  | 21    |
| 36 | Міхал Шлезінгр (CZE)           | —   | 17  | 17    |
| 37 | Жан-Гійом Беатрікс (FRA)       | 16  | —   | 16    |
| 38 | Крістоф Штефан (GER)           | 15  | —   | 15    |
| 39 | Арнд Пайффер (GER)             | 3   | 11  | 14    |
| 40 | Крістоф Зуман (AUT)            | —   | 14  | 14    |
| 41 | Іван Черезов (RUS)             | 13  | —   | 13    |
| 42 | Павол Гурайт (SVK)             | —   | 13  | 13    |
| 43 | Оллі Гіїденсало (FIN)          | 11  | —   | 11    |
| 44 | Уле-Ейнар Б'єрндален (NOR)     | 10  | —   | 10    |
| 45 | Антон Пантов (KAZ)             | —   | 10  | 10    |
| 46 | Генрік л'Абе-Лунд (NOR)        | 9   | 0   | 9     |
| 47 | Андрій Дериземля (UKR)         | —   | 9   | 9     |
| 48 | Матей Казар (SVK)              | 8   | —   | 8     |
| 49 | Тар'єй Бо (NOR)                | 4   | 4   | 8     |
| 50 | Володимир Чепелін (BLR)        | —   | 8   | 8     |
| 51 | Беньямін Веґер (SWE)           | —   | 7   | 7     |
| 52 | Даніл Степценко (EST)          | 6   | —   | 6     |
| 53 | Міланко Петрович (SRB)         | —   | 6   | 6     |
| 54 | Михаїл Клетчеров (BUL)         | 5   | —   | 5     |
| 55 | Скотт Перрас (CAN)             | —   | 5   | 5     |
| 56 | Андреас Бірнбахер (GER)        | —   | 3   | 3     |
| 57 | Красімір Анев (BUL)            | 1   | —   | 1     |